# 速川大弥
速川 大弥（はやかわ だいや、1999年5月1日 - ）は、日本の俳優。京都府出身。

## 人物
特技は野球、水泳。趣味は古着屋巡り、お香（アロマ）集め、お笑い鑑賞。
スリーサイズはB:86cm、W:75cm、 H:94cm。
身長は182cm、体重は68kg、足のサイズは28cm

## 出演

### 舞台
- DANPRI STAGE -アイドルランド・オブ・ザ・デッド-（2022年3月3日-3月6日、ヒューリックホール東京） - アンサンブル[3]
- 『ダイヤのA』 The MUSICAL（2022年9月30日 - 10月10日、天王洲 銀河劇場） - アンサンブル[4]
- 舞台『リコリス・リコイル』（2023年1月7日 - 15日、天王洲 銀河劇場）- アンサンブル[5]
- 七人のおたく cult seven THE STAGE（2023年3月4日 - 12日、紀伊國屋サザンシアター TAKASHIMAYA / 3月18日・19日、サンケイホールブリーゼ） - アンサンブル[6]
- MANKAI STAGE『A3!』ACT2! ～SPRING 2023～（2023年5月・6月、東京 / 兵庫） - アンサンブル[7]
- 「マッシュル-MASHLE-」THE STAGE（2023年7月4日 - 11日、東京国際フォーラム ホールC / 7月15日 - 17日、AiiA 2.5 Theater Kobe） - アンサンブル[8]
- ミュージカル・テニスの王子様4thシーズン - 真田弦一郎 役[9]
  - 青学vs立海（2024年1月13日ｰ21日 TACHIKAWA STAGE GARDEN、1月26日 - 2月3日 オリックス劇場、2月9日 - 11日 土岐市文化プラザサンホール、2月23日 - 3月2日 日本青年館ホール）[10][11]
  - Dream Live 2024～Memorial Match～（2024年5月25日 - 26日 神戸ワールド記念ホール、5月31日 - 6月2日 有明アリーナ）[12][13]
  - 青学vs比嘉（2025年1月11日 - 19日、日本青年館ホール / 1月25日 - 2月2日、梅田芸術劇場 メインホール / 2月8日 - 15日、TACHIKAWA STAGE GARDEN）[14]
  - 青学vs氷帝（2025年7月6日 - 13日、Kanadevia Hall / 7月19日 - 27日、SkyシアターMBS / 8月1日 - 3日、土岐市文化プラザサンホール / 8月15日 - 17日、久留米シティプラザ グランドホール / 8月23日 - 31日〈予定〉、日本青年館ホール）[15]
- sitcomLab公演『リバースヒストリカ』 (2024年7月9日-14日、中野ザ・ポケット) - 浜崎 役
- Reading Musical「BEASTARS」 (2024年9月3日 - 8日、シアター1010 / 9月14日 - 16日、COOL JAPAN PARK OSAKA TTホール) - ルイ 役（パフォーマー）[16][17]
  - Reading Musical「BEASTARS」episode1（2025年9月28日 - 10月2日〈予定〉、シアター1010 / 10月11日 - 13日〈予定〉、COOL JAPAN PARK OSAKA TTホール）[18]
- 朗読劇『芸人×俳優×あなた＝エンディング ストーリーはあなた次第』(2024年10月6日、ヨシモト∞ホールⅠ)
- Asterism⁂vol.09『アルビノ』(2024年10月26日-11月5日、シアターグリーン BIG TREE THEATER) - 右京富大 役
- シンる・ひま オリジナ・る ミュージカ・る 革命『もえ・る剣』（東京公演 2024年12月27日 - 2025年1月2日、シアターH / 大阪公演 2025年1月18日・19日、サンケイホールブリーゼ）- ペリー 役 (1月1日第2部日替わりゲスト)
- sitcomLab公演『ご町内デュエル』 (2025年3月11日-16日、中野ザ・ポケット) - 主演・たーくん 役
- 舞台『青のミブロ』（2025年4月11日 - 27日、EX THEATER ROPPONGI / 4月25日 - 27日、京都劇場） - 京四郎 役[19]
- 舞台『99』（2025年5月10日 - 18日、こくみん共済 coop ホール/スペース・ゼロ） - 砂川 役[20]
- 舞台『ジョーカー・ゲームIII』（2025年11月21日 - 30日〈予定〉、天王洲 銀河劇場） - 福本 役[21][22]

### イベント
- HAYAKAWA DAIYA BIRTHDAY EVENT 2025 (2025年5月25日、SHIDAXカルチャーホール)